# Municipio de Kentucky (condado de Newton)
El municipio de Kentucky (en inglés: Kentucky Township) es un municipio ubicado en el condado de Newton en el estado estadounidense de Arkansas. En el año 2010 tenía una población de 60 habitantes y una densidad poblacional de 0,57 personas por km².

## Geografía
El municipio de Kentucky se encuentra ubicado en las coordenadas 35°53′7″N 93°26′34″O / 35.88528, -93.44278. Según la Oficina del Censo de los Estados Unidos, el municipio tiene una superficie total de 104.44 km², de la cual 104,17 km² corresponden a tierra firme y (0,26 %) 0,27 km² es agua.

## Demografía
Según el censo de 2010, había 60 personas residiendo en el municipio de Kentucky. La densidad de población era de 0,57 hab./km². De los 60 habitantes, el municipio de Kentucky estaba compuesto por el 96,67 % blancos, el 1,67 % eran de otras razas y el 1,67 % eran de una mezcla de razas. Del total de la población el 1,67 % eran hispanos o latinos de cualquier raza.